# Rada Pięciuset (Grecja)
Rada Pięciuset (inaczej Bule) – instytucja polityczna funkcjonująca w starożytnych Atenach, kontynuacja Rady Czterystu utworzonej przez Solona. Powstała w ramach reform Klejstenesa w latach 508–507 p.n.e. Spośród członków każdej z 10 fyli wybierano 50 buleutów, co dawało 500 osób. Urzędnicy wybierani byli raz na rok. 
Rada Pięciuset opracowywała wnioski Zgromadzenia Ludowego, jednak ostateczne decyzje podejmowało Zgromadzenie.
Z Rady 500 wybierano zespół 10 urzędników (Kolegium 10 Prytanów) z jednej fyli, który przez miesiąc kierował pracami Rady. Raz na dobę wybierany był przewodniczący kolegium czyli prytan, który pełnił rolę głowy Państwa.